# 고흥군 (1988년 선거구)
고흥군은 대한민국의 옛 국회의원 선거구이다. 당시 전라남도 고흥군 지역을 관할했다.

## 역사
제13대 국회의원 선거를 앞두고 고흥군·보성군 선거구에서 분리되면서 신설되었다.
제17대 국회의원 선거를 앞두고 보성군과 함께 고흥군·보성군 선거구를 이루게 됨에 따라 폐지되었다.

## 역대 국회의원
| 선거   | 정당 | 정당           | 의원   |
| ------ | ---- | -------------- | ------ |
| 1988년 |      | 평화민주당     | 박상천 |
| 1992년 |      | 민주당         | 박상천 |
| 1996년 |      | 새정치국민회의 | 박상천 |
| 2000년 |      | 새천년민주당   | 박상천 |

## 역대 선거 결과

### 대한민국 제13대 국회의원 선거
|  | 68.56% |

|  | 29.89% |

|  | 1.10% |

|  | 0.42% |

### 대한민국 제14대 국회의원 선거
|  | 60.88% |

|  | 34.61% |

|  | 2.75% |

|  | 1.74% |

### 대한민국 제15대 국회의원 선거
|  | 77.09% |

|  | 14.81% |

|  | 5.94% |

|  | 2.14% |

### 대한민국 제16대 국회의원 선거
|  | 73.06% |

|  | 14.35% |

|  | 10.16% |

|  | 2.42% |